# Паоло Уртадо
Кристофър Сесар Паоло Уртадо Уертас (на испански: Christopher Cesar Paolo Hurtado Huertas) е перуански футболист, който играе на поста атакуващ полузащитник. Състезател на Сиенсиано.

## Кариера

### Алианса Лима
Уртадо прави своя дебют за първия отбор на Алианса Лима на 17 февруари 2008 г. Знаейки, че няма да получи много шансове за изява в Алианса, решава да отиде под наем в отбора на Хуан Аурич. След успешен период под наем, Уртадо се превръща в основа част от отбора на Алианса Лима, доказвайки че е един от най-влиятелните им играчи.

### Пасош Ферейра
През 2012 г. подписва с португалския Пасош Ферейра и бързо доказва стойността си, ставайки ключов играч.

### Рединг
На 12 август 2015 г. Уртадо подписва тригодишен договор с Рединг, състезаващ се в Чемпиъншип. След като се бори да се аклиматизира в Англия и се бори за титулярно място в Рединг, Уртадо отива под наем във Витория на 28 януари 2016 г. до 30 юни 2016 г. На 3 август 2016 г. от Рединг потвърждават, че Уртадо ще се завърне под наем във Витория до края на сезона.

### Витория
На 20 юли 2017 г. Паоло се присъединява за постоянно към Витория срещу неразкрита сума.

### Локомотив (Пловдив)
На 21 февруари 2021 г. е обявен за ново попълнение на пловдивския Локомотив. Прави своя дебют на 12 март при равенството 1–1 като домакин на Берое.

## Национална кариера
През май 2018 г. е повикан в националния отбор на Перу за Световното първенство в Русия.

## Успехи
Алианса Лима
- Примера Дивисион (1): 2022